# جيمس كانون جونيور
جيمس كانون جونيور (بالإنجليزية: James Cannon, Jr.)‏ هو قسيس أمريكي، ولد في 13 نوفمبر 1864، وتوفي في 6 سبتمبر 1944.